# Convair 440 Metropolitan
Convair 440 är ett lågvingat monoplan i metallkonstruktion, tillverkad av Convair. Prototypen (en modifierad Convair 340, i sin tur en utvecklad CV 240) flög för första gången den 6 oktober 1955. Det var versionen CV 440 som kom att kallas Metropolitan. Detta namn gav ingen större effekt på den amerikanska marknaden, men i Europa anammades det helt och blev i det närmaste ett begrepp. Den största, synbara skillnaden mellan CV 340 och CV 440 är att avgasrörens utlopp gjordes rektangulära på modell CV 440 och att ljuddämpande element i form av perforerade plattor installerades (till skillnad från 340 vars avgaser passerade ut genom kransen av luftkylare bakom stjärnmotorn). Metropolitans motorinstallation har en unik karaktär på så vis att de plåtar som omger motorn öppnas likt ett bananskal där dessa viks uppåt och bakåt för att underlätta servicearbetet.

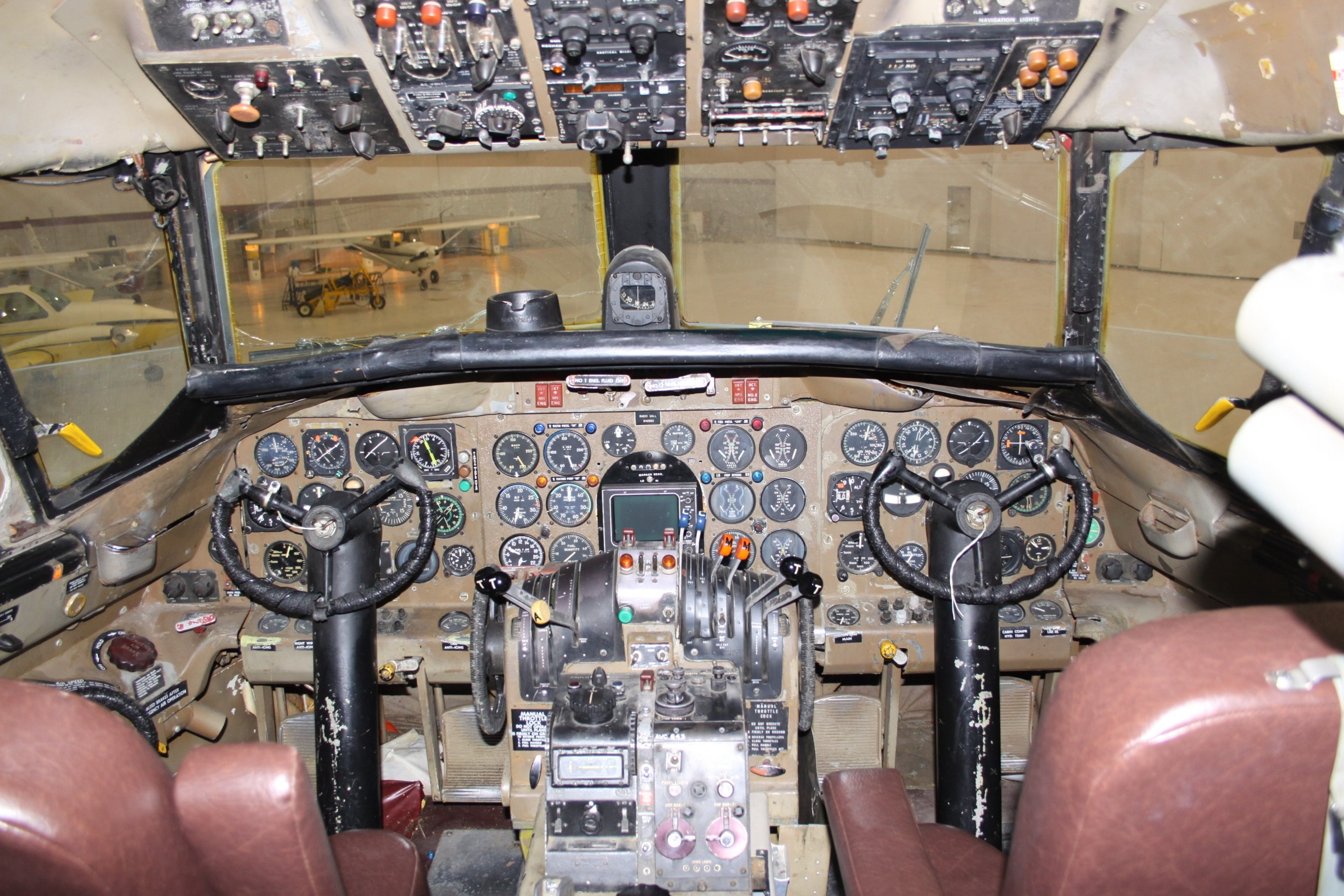
Cockpit på en Convair 440 Metropolitan.